# Pont Stokkøy
Le pont Stokkøy (en norvégien : Stokkøybrua) est un pont en porte-à-faux en béton qui traverse le détroit de Stokksund entre le continent et l’île de Stokkøya, dans la municipalité d’Åfjord, dans le comté de Trøndelag, en Norvège. Le pont commence près du village de Revsnes sur le continent et se dirige vers le nord jusqu’à l’île de Stokkøya, près du village de Harsvika.
Le pont, de 525 mètres de long, a été inauguré en décembre 2000. Le pont a six travées, dont la plus longue est de 206 mètres. Le dégagement vers la mer sous le pont est de 30 mètres. La construction du pont Stokkøy a coûté environ 120 millions de couronnes.